# Мале Тракани
Мале Тракани (словац. Malé Trakany, угор. Kistárkány) — село, громада в окрузі Требішов, Кошицький край, Словаччина. Кадастрова площа громади — 11,02 км². Населення — 1073 особи (за оцінкою на 31 грудня 2017 р.).

## Історія
Перша згадка 1332 року як Tarkan. Історичні назви: 1339 року як Kystarkyan, з 1927-го — Malý Tarkan, з 1948-го — Malé Trakany, угор. Kistárkány.
1938–44 рр. під окупацією Угорщини.

## Географія
Протікає Сомоторський канал.

## Населення
| Рік:            | 1994. | 2004.    | 2014.   | 2024.   |
| --------------- | ----- | -------- | ------- | ------- |
| Кількість осіб: | 912   | 1135     | 1116    | 1087    |
| Різниця:        |       | +24,45 % | -1,67 % | -2,59 % |

| Рік:            | 2023. | 2024.   |
| --------------- | ----- | ------- |
| Кількість осіб: | 1099  | 1087    |
| Різниця:        |       | -1,09 % |